# Titus Welliver
Titus Welliver (New Haven, 12 marzo 1962) è un attore statunitense, noto per l'interpretazione del detective Harry Bosch nelle serie televisive Bosch, Bosch: l'eredità e Ballard, tratte dai romanzi di Michael Connelly.

## Biografia
Welliver nasce a New Haven, in Connecticut, figlio del famoso pittore paesaggista Neil Welliver e di sua moglie Norma, anche lei illustratrice. Studia all'Università di New York nei primi anni ottanta, prima che la sua carriera cinematografica iniziasse a prendere forma.
Appare in numerosi film, tra i quali i più importanti sono sicuramente Scomodi omicidi, La tela dell'assassino, Biker Boyz, Assault on Precinct 13.

### Carriera
Una delle prime importanti interpretazioni di Titus Welliver si ha nel 1991 nel film L'impero del crimine, in cui interpreta il famoso boss mafioso Al Capone. Sempre nello stesso anno partecipa al film The Doors, dove interpreta un poliziotto.
Nel 1995 ottiene la parte del dottor Mondzac nella serie televisiva NYPD - New York Police Department, ruolo che interpreterà fino al 1998.
Dopo aver partecipato ad alcuni film come Born to Be Wild, Mind Prey e La tela dell'assassino e serie televisive come Matlock, Beverly Hills 90210, X-Files, Brooklyn South e Così è la vita ottenendo anche ruoli importanti e nel 2004 entra a far parte del cast principale della serie televisiva della HBO Deadwood, nel ruolo di Silas Adams, che interpreterà fino alla fine della serie nel 2006.
Nel 2007 partecipa al film di Ben Affleck Gone Baby Gone.
Tra il 2007 ed il 2010 è apparso in tre serie televisive famose: in Life interpreta la parte di Kyle Hollis, in Prison Break e in Lost, dove appare nell'ultimo episodio della quinta stagione interpretando un misterioso uomo che vuole uccidere Jacob, chiamato dai fan della serie Nemesi di Jacob o Uomo in nero.
Si fa notare anche in Sons of Anarchy, nel ruolo di Jimmy O'Phelan, un capo dell'I.R.A. reale rinnegato, e in The Good Wife, in cui interpreta il ruolo dell'avvocato Glenn Childs e nel 2012 compare in tre episodi della serie televisiva Touch.
Nel 2014 interpreta il detective Harry Bosch nell'omonima serie televisiva prodotta dagli Amazon studios, ruolo che ricopre fino alla conclusione della serie nel 2021 e che riprende nella serie TV Bosch: l'eredità tra il 2022 e il 2025.
Nel 2022 viene scritturato per il personaggio di Lex Luthor nella serie televisiva Titans.

## Filmografia

### Cinema
- Navy Seals - Pagati per morire (Navy Seals), regia di Lewis Teague (1990)
- The Doors, regia di Oliver Stone (1991)
- L'impero del crimine (Mobsters), regia di Michael Karbelnikoff (1991)
- Zero Tolerance, regia di Joseph Merhi (1995)
- Born to Be Wild, regia di John Gray (1995)
- Scomodi omicidi (Mulholland Falls), regia di Lee Tamahori (1996)
- The Clearing, regia di Kat Smith – cortometraggio (1997)
- The Big Fall, regia di C. Thomas Howell (1997)
- Cement - Fino all'ultimo colpo (Cement), regia di Adrian Pasdar (1999)
- 20/20 - Target criminale (Once in the Life), regia di Laurence Fishburne (2000)
- Biker Boyz, regia di Reggie Rock Bythewood (2003)
- La tela dell'assassino (Twisted), regia di Sarah Thorp (2004)
- Assault on Precinct 13, regia di Jean-François Richet (2005)
- Gone Baby Gone, regia di Ben Affleck (2007)
- The Narrows, regia di François Velle (2008)
- The Human Contract, regia di Jada Pinkett Smith (2008)
- Other People's Parties, regia di R. A. White (2009)
- Handsome Harry, regia di Bette Gordon (2009)
- The Town, regia di Ben Affleck (2010)
- 40 carati (Man on a Ledge), regia di Asger Leth (2012)
- Argo, regia di Ben Affleck (2012)
- Promised Land, regia di Gus Van Sant (2012)
- Item 47, regia di Louis D'Esposito - cortometraggio (2012)
- Red 2, regia di Dean Parisot (2013)
- Transformers 4 - L'era dell'estinzione (Transformers: Age of Extinction), regia di Michael Bay (2014)
- Poker Nights, regia di Greg Francis (2014)
- La legge della notte (Live by Night), regia di Ben Affleck (2016)
- Escape Plan 2 - Ritorno all'inferno (Escape Plan 2: Hades), regia di Steven C. Miller (2018)
- Shaft, regia di Tim Story (2019)
- Relazione omicida (An Affair to Die For), regia di Víctor García (2019)

### Televisione
- Il fratello di Al Capone (The Lost Capone) - film TV (1990)
- Matlock - serie TV, 1 episodio (1990)
- Beverly Hills 90210 - serie TV, 1 episodio (1992)
- Il commissario Scali (The Commish) - serie TV, 1 episodio (1992)
- Dopo la gloria (An American Story) - film TV (1992)
- I racconti della cripta (Tales from the Crypt) - serie TV, 1 episodio (1993)
- Il coraggio di Grace (One Woman's Courage) - film TV (1994)
- X-Files (The X-Files) - serie TV, episodio 1x20 (1994)
- Assalto a San Pedro (Blind Justice) - film TV (1994)
- NYPD - New York Police Department (NYPD Blue) - serie TV, 8 episodi (1995-1998)
- New York Undercover - serie TV, 1 episodio (1995)
- Kindred: The Embraced - serie TV, 1 episodio (1996)
- High Incident - serie TV, 3 episodi (1996)
- Murder One - serie TV, 3 episodi (1996)
- Rough Riders, regia di John Milius – miniserie TV (1997)
- Nash Bridges - serie TV, 1 episodio (1997)
- The Practice - Professione avvocati (The Practice) - serie TV, 1 episodio (1997)
- Brooklyn South - serie TV, 22 episodi (1997-1998)
- Spy Game - serie TV, 1 episodio (1998)
- The Day Lincoln Was Shot - film TV (1998)
- Ostaggi della paura (Mind Prey) - film TV (1999)
- Total Recall 2070 - serie TV, 1 episodio (1999)
- Star Trek: Voyager - serie TV, 2 episodi (1999)
- Il tocco di un angelo (Touched by an Angel) - serie TV, 1 episodio (1999)
- Falcone - serie TV, 1 episodio (2000)
- Big Apple - serie TV, 8 episodi (2001)
- Blonde - miniserie TV (2001)
- UC: Undercover - serie TV, 1 episodio (2001)
- Così è la vita (That's Life) - serie TV, 17 episodi (2001-2002)
- Squadra emergenza (Third Watch) - serie TV, 1 episodio (2002)
- Law & Order - Unità vittime speciali (Law & Order: Special Victims Unit) - serie TV, episodi 4x10-20x18-20x23-20x24 (2002-2019)
- The Twilight Zone - serie TV, 1 episodio (2003)
- Hack - serie TV, 2 episodi (2003)
- Deadwood - serie TV, 27 episodi (2004-2006)
- Law & Order - I due volti della giustizia (Law & Order) - serie TV, 1 episodio (2006)
- Numb3rs - serie TV, 1 episodio (2007)
- Kidnapped - serie TV, 2 episodi (2007)
- Jericho - serie TV, 1 episodio (2007)
- NCIS - Unità anticrimine (NCIS) - serie TV, episodio 5x05 (2007)
- Shark - Giustizia a tutti i costi (Shark) - serie TV, 1 episodio (2007)
- Life - serie TV, 2 episodi (2007-2008)
- Prison Break - serie TV, 2 episodi (2008)
- Danny Fricke - film TV (2008)
- Detective Monk (Monk) - serie TV, episodio 7x10 (2009)
- Avvocati a New York (Raising the Bar) - serie TV, 1 episodio (2009)
- Kings - serie TV, 1 episodio (2009)
- Supernatural - serie TV, 5×02 episodio (2009)
- Lost - serie TV, 3 episodi (2009-2010)
- Sons of Anarchy - serie TV, 12 episodi (2009-2010)
- The Good Wife - serie TV, 16 episodi (2009-2011)
- The Closer - serie TV, 1 episodio (2010)
- True Blue - film TV (2010)
- Lost: The Final Journey - documentario (2010)
- Law & Order: LA - serie TV, 1 episodio (2011)
- La trappola dell'innocenza - film TV (2011)
- Suits - serie TV, 3 episodi (2011-2015)
- Awakening - film TV (2011)
- CSI - Scena del crimine (CSI) - serie TV, 3 episodi (2011-2012)
- Grimm - serie TV, episodio 1x13 (2012)
- Touch - serie TV, episodi 1x01-1x04-1x12 (2012)
- Agents of S.H.I.E.L.D. - serie TV, episodi 1x06-1x16-3x14 (2013-2016)
- White Collar - serie TV, episodi 4x12-4x13 (2013)
- The Mentalist - serie TV, episodi 6x19-6x21 (2014)
- The Last Ship - serie TV, 4 episodi (2014-2015)
- Bosch - serie TV, 68 episodi (2014-2021)
- Chicago PD - serie TV, episodio 5x18 (2018)
- The Mandalorian - serie TV, episodio 2x03 (2020)
- Titans - serie TV, episodio 4x01 (2022)
- Bosch: l'eredità (Bosch Legacy) - serie TV, 30 episodi (2022-2025)
- The Equalizer - serie TV, episodio 5x16 (2025)
- Ballard - serie TV, episodi 1x02, 1x07, 1x10 (2025)

## Doppiatori italiani
Nelle versioni in italiano delle opere in cui ha recitato, Titus Welliver è stato doppiato da:
- Francesco Prando in Sons of Anarchy, Touch, Grimm, Bosch, Agents of S.H.I.E.L.D. (ep. 3x14), Titans,  Bosch: l'eredità, Ballard
- Antonio Sanna in Scomodi omicidi, Supernatural, The Closer, The Town, Argo, The Mandalorian
- Alberto Angrisano in Così è la vita, NCIS - Unità anticrimine, Law & Order: LA, Transformers 4 - L'era dell'estinzione
- Angelo Maggi in Gone Baby Gone, The Good Wife, Promised Land
- Enrico Di Troia in X-Files, Deadwood (st. 3)
- Luca Biagini in Prison Break, Law & Order - Unità vittime speciali (st. 20)
- Franco Mannella in 40 carati, Suits
- Stefano Benassi in Agents of S.H.I.E.L.D. (ep. 1x06, 1x16), Item 47
- Giorgio Locuratolo in Navy Seals - Pagati per morire
- Fabrizio Pucci in Law & Order - I due volti della giustizia
- Loris Loddi in NYPD - New York Police Department (st. 3)
- Claudio Moneta in Un gorilla per amico
- Pasquale Anselmo in Law & Order - Unità vittime speciali (ep. 4x10)
- Massimo Lodolo in Squadra emergenza
- Luciano Roffi in CSI - Scena del crimine
- Maurizio Reti in La tela dell'assassino
- Paolo Marchese in Star Trek: Voyager
- Andrea Ward in The Practice - Professione avvocati
- Roberto Draghetti in Numb3rs
- Gerolamo Alchieri in Jericho
- Alessio Cigliano in Avvocati a New York
- Alessandro Ballico in Lost
- Fabrizio Temperini in Deadwood (st. 1-2)
- Ambrogio Colombo in Assault on Precinct 13
- Massimiliano Lotti in The Human Contract
- Daniele Valenti in Detective Monk
- Lucio Saccone in The Mentalist
- Sergio Lucchetti in White Collar
- Davide Marzi ne La trappola dell'innocenza
- Marco Mete in Red 2
- Franco Zucca in Chicago PD
- Guido Di Naccio in The Last Ship
- Natale Ciravolo in Escape Plan 2 - Ritorno all'inferno
- Vittorio Guerrieri in Shaft